# 皇甫惟明
皇甫 惟明（こうほ いめい、? - 天宝6載1月5日（747年2月18日））は、唐代玄宗朝の武将。吐蕃との戦いで功績を上げたが、政争に敗れ自殺を命じられた。

## 経歴
正史に伝は無い。開元18年（730年）、皇甫惟明が忠王李璵（後の太子・粛宗）の王友であった時、吐蕃が和平を求めてきた。和平を結ぶことを上奏し、戦争を望む玄宗を説き伏せて意見が採用される。吐蕃への使者となり、吐蕃にいた金城公主に書を渡した上で、吐蕃の賛普ティデ・ツクツェンに会見し和平を結ぶのに成功した。また、吐蕃の使者とともに長安に帰還し入貢させている。
天宝元年（742年）、隴右節度使として吐蕃を度々破る。天宝2年（743年）、西平郡に軍を出し、洪済城で吐蕃を攻め破っている。天宝4載（745年）、吐蕃の石堡城を攻めて敗北し、副将が戦死する。
天宝5載（746年）、吐蕃との勝利の報のために長安に戻り、河西節度使を兼ねることとなった。李林甫の専横を知り、玄宗との謁見の際に李林甫を除くことを勧め、太子妃の兄の韋堅を褒め称る。皇甫惟明が李林甫と対立する太子李亨の部下であったこともあり、李林甫の意を受けた楊慎矜に監視されることとなった。
韋堅と会見したことを楊慎矜に暴かれる。李林甫が「韋堅と皇甫惟明が太子を立てて、謀反を起こそうとした」と上奏したため、皇甫惟明は獄に下された。この詮議は李林甫の腹心である王鉷や吉温が行った。玄宗は、皇甫惟明を君臣を離間した罪で播川郡太守に左遷させる。
李林甫の政敵排除の動きはさらに激しくなった。
天宝6載（747年）正月辛巳、李林甫の上奏により、左遷地で死を賜ることとなり、使者に殺された。彼の後任には王忠嗣が任じられた。
井上靖の小説「楊貴妃伝」では、楊貴妃が（恋愛ではなく、政治的意味で）好意を示す将軍として登場している。それを舞台化した宝塚歌劇団星組の『花舞う長安』でも楊貴妃に好意を寄せる男性の一人としての役割を与えられて、登場する。

## 伝記資料
- 『旧唐書』
- 『新唐書』
- 『資治通鑑』

## 登場する小説
- 井上靖「楊貴妃伝」（講談社文庫、1972年）ISBN 9784061311152